# João José de Alcântara
João José de Alcântara (Portalegre, Elvas 6 de março de 1827 - 7 de outubro de 1895) foi o 1º conde de Alcântara e um político português, líder do Partido Regenerador e deputado do reino, bem como lavrador, proprietário e regente agrícola na região de Elvas. 

## Biografia
Grande parte da sua infância foi passada na cidade de Elvas, em pleno Alentejo, local onde estudou letras. Corria o ano de 1867 teve a iniciativa de criar um jornal a que deu o nome de  "Sentinela da Fronteira", tendo esta publicação teve um cariz tido como liberal e radical. 
Corria ainda o ano de 1867, e após ter estado algum tempo a exercer o cargo de deputado municipal, é eleito para as cortes na cidade de Lisboa pelo círculo representativo de Portalegre, como representante Partido Regenerador. 
Foi igualmente um defensor dos ideias monárquicos, para o que teve apoio da classe política de Elvas em meados do Século XIX, dada a influência que tinha na capital Portuguesa e nos meios políticos e parlamentares. 

## Relações familiares
Foi filho do tenente de infantaria José Maria de Alcântara e de Felicidade Perpétua da Silveira de Abreu. 
Casou-se com Adelaide Teolinda Calado e, após a morte desta, em segunda núpcias com Júlia Rosa da Cunha. 
Do primeiro casamento teve:
1. Felicidade Perpétua de Abreu de Alcântara, casada com Afonso Botelho Correia do Amaral, com quem teve: Júlio de Abreu Alcântara Botelho que, contrariando as ideologias do seu avô, foi um dos vultos da Primeira República em Elvas, tendo sido o primeiro cidadão elvense a hastear a bandeira da República na actual Casa da Cultura, então sede da Câmara Municipal de Elvas, a 5 de Outubro de 1910.[4][5]

## Títulos
Foi agraciado com o título de Visconde de Alcântara criado por força de decreto datado de 26 de dezembro de 1878, pelo rei D. Luís I de Portugal. 
Já no reinado de D. Carlos I de Portugal, este título foi elevado à categoria de Conde de Alcântara por força de decreto datado de 6 de maio de 1890. 
Após a morte do primeiro titular, a representação genealógica do título viria a passar para a sua filha Felicidade Perpétua de Abreu de Alcântara e, com a morte desta, ao seu neto Júlio de Abreu de Alcântara Botelho (Elvas, Ajuda, Salvador e Santo Ildefonso 4 de Janeiro de 1880 - Elvas 24 de Setembro de 1930). 
Júlio de Abreu de Alcântara Botelho casou duas vezes, a primeira com a sua prima D. Maria Adriana Picão de Abreu, e a segunda com D. Maria Aurora Cipriano de Almeida. Não tendo tido descendência de nenhum dos casamentos, a representação genealógica viria a ser transmitida pelo lado colateral a seu primo Manuel Vicente de Abreu (falecido em Elvas, Ajuda, Salvador e Santo Ildefonso, 23.01.1933), filho de Manuel Joaquim de Abreu e de D. Ana Teodora do Carmo Picão.. Actualmente, é representante do título, já extinto por ter sido concedido em vidas, José Manuel Serra Picão de Abreu, neto do citado Manuel Vicente de Abreu.